# باركر للأقلام
شركة باركر هي شركة فرنسية لصناعة الأقلام الفاخرة، تأسست في عام 1888 من قبل سافورد باركر، في جاينسفيل من ويسكونسن، الولايات المتحدة الأمريكية. في عام 2011، تم إغلاق مصنع باركر في نيوهافن، شرق ساسكس، في بريطانيا. ونقله إلى سان هيربلين (فرنسا).

## مناطق الشركات
- أستراليا
- بلجيكا
- كندا
- سويسرا
- الصين
- ألمانيا
- إسبانيا
- فرنسا
- المملكة المتحدة
- إيطاليا
- اليابان
- هولندا
- روسيا
- الفلبين
- الولايات المتحدة
- ماليزيا
- تايلاند
- فيتنام
- سنغافورة
- كوريا الجنوبية

## وصلات خارجية
- الموقع الرسمي
- Information site for 130 years of Parker pens
- Parker pens gallery on Penhero site